# Convento di Sant'Agostino (Tirli)
Il convento di Sant'Agostino è un edificio situato a Tirli, frazione del comune di Castiglione della Pescaia (Grosseto). La sua ubicazione è in via della Chiesa, in posizione attigua rispetto alla chiesa di Sant'Andrea Apostolo.

## Storia
Il complesso, unitamente all'attigua chiesa di Sant'Andrea, fu costruito agli inizi del Seicento su iniziativa di padre Giovanni Nicolucci da San Guglielmo (Montecassiano, 1552 - Batignano, 1621), per ospitare religiosi dell'ordine degli Agostiniani, rappresentando una delle principali strutture monastico-conventuali della zona di Poggio Ballone. Originariamente, il convento era collegato con il non lontano eremo di Sant'Anna, anch'esso agostiniano, situato nei boschi al di fuori dell'abitato di Tirli.
In epoca moderna, le varie strutture religiose della zona furono gradualmente abbandonate dai frati dei vari ordini, lasciando in attività unicamente le annesse chiesa. Anche il convento di Sant'Agostino seguì tale destino, venendo trasformato in ambienti parrocchiali ed abitazioni.

## Aspetto attuale
Il convento di Sant'Agostino si presenta come un complesso architettonico costituito da tre corpi di fabbrica addossati tra di loro, che si dispongono formando una pianta a C, con i due corpi di fabbrica paralleli che vanno parzialmente ad addossarsi al fianco laterale destro della chiesa di Sant'Andrea Apostolo.
Disposto su livelli sfalsati a causa del dislivello del terreno su cui sorge, presenta su un lato i resti di un loggiato sul lato orientale, che in passato costituiva parte dell'originario chiostro che ha perduto il proprio aspetto a seguito dei lavori di ristrutturazione e trasformazione dell'antico complesso conventuale negli attuali ambienti parrocchiali: la presenza dell'antico chiostro è testimoniata dal cortile interno racchiuso tra la chiesa e i tre corpi di fabbrica della struttura conventuale.